# Élections municipales de 2026 en Maine-et-Loire
Pour un article plus général, voir Élections municipales françaises de 2026.
Les élections municipales en Maine-et-Loire sont prévues en mars 2026. Cette page ne traite que les communes de 3 000 habitants et plus en Maine-et-Loire.

## Résultats à l'échelle du département

### Maires sortants et maires élus
| Commune                       | Population (en 2022) | Maire sortant(e)               | Parti | Parti  | Maire élu(e) | Parti | Parti |
| ----------------------------- | -------------------- | ------------------------------ | ----- | ------ | ------------ | ----- | ----- |
| Angers                        | 157 555              | Christophe Béchu               |       | HOR    |              |       |       |
| Avrillé                       | 15 225               | Caroline Houssin-Salvetat      |       | DVD    |              |       |       |
| Baugé-en-Anjou                | 11 747               | Philippe Chalopin              |       | DVD    |              |       |       |
| Beaucouzé                     | 5 618                | Yves Colliot                   |       | DVG    |              |       |       |
| Beaufort-en-Anjou             | 6 893                | Alain Dozias                   |       | SE     |              |       |       |
| Beaupréau-en-Mauges           | 23 887               | Franck Aubin                   |       | DVC    |              |       |       |
| Bellevigne-en-Layon           | 5 874                | Jean-Yves Le Bars              |       | SE     |              |       |       |
| Bellevigne-les-Châteaux       | 3 450                | Armel Froger                   |       | SE     |              |       |       |
| Bouchemaine                   | 6 635                | Véronique Maillet              |       | LR     |              |       |       |
| Briollay                      | 3 193                | Arnaud Hie                     |       | DVG    |              |       |       |
| Brissac Loire Aubance         | 11 000               | Sylvie Sourisseau-Guineberteau |       | DVD    |              |       |       |
| Chalonnes-sur-Loire           | 6 541                | Marie-Madeleine Monnier        |       | DVD    |              |       |       |
| Chemillé-en-Anjou             | 21 550               | Hervé Martin                   |       | DVD    |              |       |       |
| Cholet                        | 54 074               | Gilles Bourdouleix             |       | LR     |              |       |       |
| Durtal                        | 3 376                | Pascal Farion                  |       | SE     |              |       |       |
| Doué-en-Anjou                 | 11 227               | Michel Pattée                  |       | DVD    |              |       |       |
| Écouflant                     | 4 614                | Denis Chimier                  |       | DVG    |              |       |       |
| Erdre-en-Anjou                | 5 784                | Yamina Riou                    |       | SE     |              |       |       |
| Les Garennes sur Loire        | 4 670                | Jean-Christophe Arluison       |       | DVD    |              |       |       |
| Gennes-Val-de-Loire           | 8 452                | Nicole Moisy                   |       | SE     |              |       |       |
| Les Hauts-d'Anjou             | 8 712                | Maryline Lézé                  |       | DVD    |              |       |       |
| Ingrandes-le-Fresne-sur-Loire | 3 069                | Alain Tusseau                  |       | DVD    |              |       |       |
| Le Lion-d'Angers              | 5 343                | Étienne Glémot                 |       | LR     |              |       |       |
| Loire-Authion                 | 16 588               | Jean-Charles Prono             |       | RE     |              |       |       |
| Longuenée-en-Anjou            | 6 453                | Jean-Pierre Hébé               |       | DVD    |              |       |       |
| Longué-Jumelles               | 6 583                | Frédéric Mortier               |       | LR     |              |       |       |
| Lys-Haut-Layon                | 7 722                | Médérick Thomas                |       | DVD    |              |       |       |
| Mauges-sur-Loire              | 18 514               | Gilles Piton                   |       | DVD    |              |       |       |
| Maulévrier                    | 3 206                | Dominique Hervé                |       | SE     |              |       |       |
| Le May-sur-Èvre               | 3 878                | Alain Picard                   |       | DVD    |              |       |       |
| Mazé-Milon                    | 5 770                | Christophe Pot                 |       | LC-LNC |              |       |       |
| Montreuil-Bellay              | 3 716                | Marc Bonnin                    |       | DVD    |              |       |       |
| Montreuil-Juigné              | 7 811                | Benoît Cochet                  |       | DVC    |              |       |       |
| Montrevault-sur-Èvre          | 15 684               | Christophe Dougé               |       | LÉ     |              |       |       |
| Morannes sur Sarthe-Daumeray  | 3 694                | Jean-Marie Cardoen             |       | SE     |              |       |       |
| Mûrs-Erigné                   | 6 172                | Jérôme Foyer                   |       | LÉ     |              |       |       |
| Noyant-Villages               | 5 473                | Adrien Denis                   |       | REC    |              |       |       |
| Ombrée d'Anjou                | 8 811                | Pierrick Esnault               |       | DVD    |              |       |       |
| Orée d'Anjou                  | 16 975               | André Martin                   |       | LR     |              |       |       |
| Les Ponts-de-Cé               | 12 863               | Jean-Paul Pavillon             |       | PS     |              |       |       |
| Rives-du-Loir-en-Anjou        | 5 642                | Éric Godin                     |       | SE     |              |       |       |
| Saint-Barthélemy-d'Anjou      | 9 496                | Dominique Bréjeon              |       | SE     |              |       |       |
| Sainte-Gemmes-sur-Loire       | 3 617                | Paul Heulin                    |       | DVG    |              |       |       |
| Saint-Georges-sur-Loire       | 3 787                | Philippe Maillart              |       | SE     |              |       |       |
| Saint-Léger-de-Linières       | 3 860                | Franck Poquin                  |       | HOR    |              |       |       |
| Saint-Léger-sous-Cholet       | 3 099                | Jean-Paul Olivarès             |       | DVG    |              |       |       |
| Saumur                        | 26 074               | Jackie Goulet                  |       | DVG    |              |       |       |
| Segré-en-Anjou Bleu           | 17 617               | Geneviève Coquereau            |       | DVD    |              |       |       |
| La Séguinière                 | 4 199                | Guy Barré                      |       | DVD    |              |       |       |
| Sèvremoine                    | 25 764               | Didier Huchon                  |       | SE     |              |       |       |
| Terranjou                     | 3 885                | Jean-Pierre Cochard            |       | SE     |              |       |       |
| La Tessoualle                 | 3 178                | Dominique Landreau             |       | SE     |              |       |       |
| Tiercé                        | 4 498                | Jean-Jacques Girard            |       | DVD    |              |       |       |
| Trélazé                       | 15 620               | Lamine Naham                   |       | PS     |              |       |       |
| Trémentines                   | 3 078                | Jacqueline Delaunay            |       | SE     |              |       |       |
| Val d'Erdre-Auxence           | 4 967                | Michel Bourcier                |       | DVD    |              |       |       |
| Val-du-Layon                  | 3 508                | Sandrine Belleut               |       | SE     |              |       |       |
| Verrières-en-Anjou            | 7 946                | Geneviève Stall                |       | DVD    |              |       |       |

### Résultats en nombre de maires
| Partis               | Partis                             | Maires sortants | Maires élus | Évolution |
| -------------------- | ---------------------------------- | --------------- | ----------- | --------- |
|                      | Divers droite                      | 20              |             |           |
|                      | Les Républicains                   | 5               |             |           |
| Total droite         | Total droite                       | 25              |             |           |
|                      | Divers gauche                      | 6               |             |           |
|                      | Les Écologistes                    | 2               |             |           |
|                      | Parti socialiste                   | 2               |             |           |
| Total gauche         | Total gauche                       | 10              |             |           |
|                      | Divers centre                      | 2               |             |           |
|                      | Horizons                           | 2               |             |           |
|                      | Les Centristes - Le Nouveau Centre | 1               |             |           |
|                      | Renaissance                        | 1               |             |           |
| Total centre         | Total centre                       | 6               |             |           |
|                      | Reconquête                         | 1               |             |           |
| Total extrême droite | Total extrême droite               | 1               |             |           |
|                      | Sans étiquette                     | 16              |             |           |
| Total                | Total                              | 58              | 58          | -         |

## Résultats dans les communes de plus de 3 000 habitants

### Angers
- Maire sortant : Christophe Béchu (HOR)
- 59 sièges à pourvoir au conseil municipal (population légale 2022 : 157 555 habitants)
- 43 sièges à pourvoir au conseil communautaire (Angers Loire Métropole)

| Tête de liste | Tête de liste | Parti(s) | Nuance | Premier tour | Premier tour | Second tour | Second tour | Sièges | Sièges |
| Tête de liste | Tête de liste | Parti(s) | Nuance | Voix         | %            | Voix        | %           | CM     | CC     |
| ------------- | ------------- | -------- | ------ | ------------ | ------------ | ----------- | ----------- | ------ | ------ |

### Avrillé
- Maire sortante : Caroline Houssin-Salvetat (DVD)
- 33 sièges à pourvoir au conseil municipal (population légale 2022 : 0 habitants)
- 4 sièges à pourvoir au conseil communautaire (Angers Loire Métropole)

| Tête de liste | Tête de liste | Parti(s) | Nuance | Premier tour | Premier tour | Second tour | Second tour | Sièges | Sièges |
| Tête de liste | Tête de liste | Parti(s) | Nuance | Voix         | %            | Voix        | %           | CM     | CC     |
| ------------- | ------------- | -------- | ------ | ------------ | ------------ | ----------- | ----------- | ------ | ------ |

### Baugé-en-Anjou
- Maire sortant : Philippe Chalopin (DVD)
- 33 sièges à pourvoir au conseil municipal (population légale 2022 : 11 747 habitants)
- 14 sièges à pourvoir au conseil communautaire (CC Baugeois Vallée)

| Tête de liste | Tête de liste | Parti(s) | Nuance | Premier tour | Premier tour | Second tour | Second tour | Sièges | Sièges |
| Tête de liste | Tête de liste | Parti(s) | Nuance | Voix         | %            | Voix        | %           | CM     | CC     |
| ------------- | ------------- | -------- | ------ | ------------ | ------------ | ----------- | ----------- | ------ | ------ |

### Beaucouzé
- Maire sortant : Yves Colliot (DVG)
- 29 sièges à pourvoir au conseil municipal (population légale 2022 : 5 618 habitants)
- 2 sièges à pourvoir au conseil communautaire (Angers Loire Métropole)

| Tête de liste | Tête de liste | Parti(s) | Nuance | Premier tour | Premier tour | Second tour | Second tour | Sièges | Sièges |
| Tête de liste | Tête de liste | Parti(s) | Nuance | Voix         | %            | Voix        | %           | CM     | CC     |
| ------------- | ------------- | -------- | ------ | ------------ | ------------ | ----------- | ----------- | ------ | ------ |

### Beaufort-en-Anjou
- Maire sortant : Alain Dozias (SE)
- 33 sièges à pourvoir au conseil municipal (population légale 2022 : 6 893 habitants)
- 8 sièges à pourvoir au conseil communautaire (CC Baugeois Vallée)

| Tête de liste | Tête de liste | Parti(s) | Nuance | Premier tour | Premier tour | Second tour | Second tour | Sièges | Sièges |
| Tête de liste | Tête de liste | Parti(s) | Nuance | Voix         | %            | Voix        | %           | CM     | CC     |
| ------------- | ------------- | -------- | ------ | ------------ | ------------ | ----------- | ----------- | ------ | ------ |

### Beaupréau-en-Mauges
- Maire sortant : Franck Aubin (DVC)
- 63 sièges à pourvoir au conseil municipal (population légale 2022 : 23 887 habitants)
- 9 sièges à pourvoir au conseil communautaire (Mauges Communauté)

| Tête de liste | Tête de liste | Parti(s) | Nuance | Premier tour | Premier tour | Second tour | Second tour | Sièges | Sièges |
| Tête de liste | Tête de liste | Parti(s) | Nuance | Voix         | %            | Voix        | %           | CM     | CC     |
| ------------- | ------------- | -------- | ------ | ------------ | ------------ | ----------- | ----------- | ------ | ------ |

### Bellevigne-en-Layon
- Maire sortant : Jean-Yves Le Bars (SE), ne se représente pas[2].
- 33 sièges à pourvoir au conseil municipal (population légale 2022 : 5 874 habitants)
- 5 sièges à pourvoir au conseil communautaire (CC Loire Layon Aubance)

| Tête de liste | Tête de liste | Parti(s) | Nuance | Premier tour | Premier tour | Second tour | Second tour | Sièges | Sièges |
| Tête de liste | Tête de liste | Parti(s) | Nuance | Voix         | %            | Voix        | %           | CM     | CC     |
| ------------- | ------------- | -------- | ------ | ------------ | ------------ | ----------- | ----------- | ------ | ------ |

### Bellevigne-les-Châteaux
- Maire sortant : Armel Froger (SE)
- 29 sièges à pourvoir au conseil municipal (population légale 2022 : 3 450 habitants)
- 2 sièges à pourvoir au conseil communautaire (CA Saumur Val de Loire)

| Tête de liste | Tête de liste | Parti(s) | Nuance | Premier tour | Premier tour | Second tour | Second tour | Sièges | Sièges |
| Tête de liste | Tête de liste | Parti(s) | Nuance | Voix         | %            | Voix        | %           | CM     | CC     |
| ------------- | ------------- | -------- | ------ | ------------ | ------------ | ----------- | ----------- | ------ | ------ |

### Bouchemaine
- Maire sortante : Véronique Maillet (LR)
- 29 sièges à pourvoir au conseil municipal (population légale 2022 : 6 635 habitants)
- 2 sièges à pourvoir au conseil communautaire (Angers Loire Métropole)

| Tête de liste            | Tête de liste      | Parti(s) | Nuance | Premier tour | Premier tour | Second tour | Second tour | Sièges | Sièges |
| Tête de liste            | Tête de liste      | Parti(s) | Nuance | Voix         | %            | Voix        | %           | CM     | CC     |
| ------------------------ | ------------------ | -------- | ------ | ------------ | ------------ | ----------- | ----------- | ------ | ------ |
|                          | Véronique Maillet, | LR       |        |              |              |             |             |        |        |
|                          |                    |          |        |              |              |             |             |        |        |
| Exprimés                 |                    |          |        |              |              |             |             |        |        |
| Votes blancs             |                    |          |        |              |              |             |             |        |        |
| Votes nuls               |                    |          |        |              |              |             |             |        |        |
| Total                    | Total              | Total    | Total  |              | 100          |             | 100         | 29     | 2      |
| Absentions               |                    |          |        |              |              |             |             |        |        |
| Inscrits / participation |                    |          |        |              |              |             |             |        |        |

### Briollay
- Maire sortant : Arnaud Hie (DVG)
- 23 sièges à pourvoir au conseil municipal (population légale 2022 : 3 193 habitants)
- 1 siège à pourvoir au conseil communautaire (Angers Loire Métropole)

| Tête de liste            | Tête de liste | Parti(s) | Nuance | Premier tour | Premier tour | Second tour | Second tour | Sièges | Sièges |
| Tête de liste            | Tête de liste | Parti(s) | Nuance | Voix         | %            | Voix        | %           | CM     | CC     |
| ------------------------ | ------------- | -------- | ------ | ------------ | ------------ | ----------- | ----------- | ------ | ------ |
|                          | Arnaud Hie,   | DVG      |        |              |              |             |             |        |        |
|                          |               |          |        |              |              |             |             |        |        |
| Exprimés                 |               |          |        |              |              |             |             |        |        |
| Votes blancs             |               |          |        |              |              |             |             |        |        |
| Votes nuls               |               |          |        |              |              |             |             |        |        |
| Total                    | Total         | Total    | Total  |              | 100          |             | 100         | 23     | 1      |
| Absentions               |               |          |        |              |              |             |             |        |        |
| Inscrits / participation |               |          |        |              |              |             |             |        |        |

### Brissac Loire Aubance
- Maire sortante : Sylvie Sourisseau-Guineberteau (DVD), ne se représente pas[2].
- 53 sièges à pourvoir au conseil municipal (population légale 2022 : 11 000 habitants)
- 9 sièges à pourvoir au conseil communautaire (CC Loire Layon Aubance)

| Tête de liste | Tête de liste | Parti(s) | Nuance | Premier tour | Premier tour | Second tour | Second tour | Sièges | Sièges |
| Tête de liste | Tête de liste | Parti(s) | Nuance | Voix         | %            | Voix        | %           | CM     | CC     |
| ------------- | ------------- | -------- | ------ | ------------ | ------------ | ----------- | ----------- | ------ | ------ |

### Chalonnes-sur-Loire
- Maire sortante : Marie-Madeleine Monnier (DVD)
- 29 sièges à pourvoir au conseil municipal (population légale 2022 : 6 541 habitants)
- 5 sièges à pourvoir au conseil communautaire (CC Loire Layon Aubance)

| Tête de liste            | Tête de liste   | Parti(s) | Nuance | Premier tour | Premier tour | Second tour | Second tour | Sièges | Sièges |
| Tête de liste            | Tête de liste   | Parti(s) | Nuance | Voix         | %            | Voix        | %           | CM     | CC     |
| ------------------------ | --------------- | -------- | ------ | ------------ | ------------ | ----------- | ----------- | ------ | ------ |
|                          | Magalie Garreau | DVD      |        |              |              |             |             |        |        |
|                          |                 |          |        |              |              |             |             |        |        |
| Exprimés                 |                 |          |        |              |              |             |             |        |        |
| Votes blancs             |                 |          |        |              |              |             |             |        |        |
| Votes nuls               |                 |          |        |              |              |             |             |        |        |
| Total                    | Total           | Total    | Total  |              | 100          |             | 100         | 29     | 5      |
| Absentions               |                 |          |        |              |              |             |             |        |        |
| Inscrits / participation |                 |          |        |              |              |             |             |        |        |

### Chemillé-en-Anjou
- Maire sortant : Hervé Martin (DVD)
- 67 sièges à pourvoir au conseil municipal (population légale 2022 : 21 550 habitants)
- 9 sièges à pourvoir au conseil communautaire (Mauges Communauté)

| Tête de liste | Tête de liste | Parti(s) | Nuance | Premier tour | Premier tour | Second tour | Second tour | Sièges | Sièges |
| Tête de liste | Tête de liste | Parti(s) | Nuance | Voix         | %            | Voix        | %           | CM     | CC     |
| ------------- | ------------- | -------- | ------ | ------------ | ------------ | ----------- | ----------- | ------ | ------ |

### Cholet
- Maire sortant : Gilles Bourdouleix (LR)
- 45 sièges à pourvoir au conseil municipal (population légale 2022 : 54 074 habitants)
- 30 sièges à pourvoir au conseil communautaire (Cholet Agglomération)

| Tête de liste            | Tête de liste   | Parti(s) | Nuance | Premier tour | Premier tour | Second tour | Second tour | Sièges | Sièges |
| Tête de liste            | Tête de liste   | Parti(s) | Nuance | Voix         | %            | Voix        | %           | CM     | CC     |
| ------------------------ | --------------- | -------- | ------ | ------------ | ------------ | ----------- | ----------- | ------ | ------ |
|                          | Xavier Coiffard | MoDem    |        |              |              |             |             |        |        |
|                          |                 |          |        |              |              |             |             |        |        |
| Exprimés                 |                 |          |        |              |              |             |             |        |        |
| Votes blancs             |                 |          |        |              |              |             |             |        |        |
| Votes nuls               |                 |          |        |              |              |             |             |        |        |
| Total                    | Total           | Total    | Total  |              | 100          |             | 100         | 45     | 30     |
| Absentions               |                 |          |        |              |              |             |             |        |        |
| Inscrits / participation |                 |          |        |              |              |             |             |        |        |

### Durtal
- Maire sortant : Pascal Farion (SE)
- 23 sièges à pourvoir au conseil municipal (population légale 2022 : 3 376 habitants)
- 5 sièges à pourvoir au conseil communautaire (CC Anjou Loir et Sarthe)

| Tête de liste | Tête de liste | Parti(s) | Nuance | Premier tour | Premier tour | Second tour | Second tour | Sièges | Sièges |
| Tête de liste | Tête de liste | Parti(s) | Nuance | Voix         | %            | Voix        | %           | CM     | CC     |
| ------------- | ------------- | -------- | ------ | ------------ | ------------ | ----------- | ----------- | ------ | ------ |

### Doué-en-Anjou
- Maire sortant : Michel Pattée (DVD)
- 41 sièges à pourvoir au conseil municipal (population légale 2022 : 11 227 habitants)
- 8 sièges à pourvoir au conseil communautaire (CA Saumur Val de Loire)

| Tête de liste | Tête de liste | Parti(s) | Nuance | Premier tour | Premier tour | Second tour | Second tour | Sièges | Sièges |
| Tête de liste | Tête de liste | Parti(s) | Nuance | Voix         | %            | Voix        | %           | CM     | CC     |
| ------------- | ------------- | -------- | ------ | ------------ | ------------ | ----------- | ----------- | ------ | ------ |

### Écouflant
- Maire sortant : Denis Chimier (DVG)
- 27 sièges à pourvoir au conseil municipal (population légale 2022 : 4 614 habitants)
- 1 siège à pourvoir au conseil communautaire (Angers Loire Métropole)

| Tête de liste | Tête de liste | Parti(s) | Nuance | Premier tour | Premier tour | Second tour | Second tour | Sièges | Sièges |
| Tête de liste | Tête de liste | Parti(s) | Nuance | Voix         | %            | Voix        | %           | CM     | CC     |
| ------------- | ------------- | -------- | ------ | ------------ | ------------ | ----------- | ----------- | ------ | ------ |

### Erdre-en-Anjou
- Maire sortante : Yamina Riou (SE)
- 33 sièges à pourvoir au conseil municipal (population légale 2022 : 5 784 habitants)
- 7 siège à pourvoir au conseil communautaire (CC des Vallées du Haut-Anjou)

| Tête de liste            | Tête de liste | Parti(s) | Nuance | Premier tour | Premier tour | Second tour | Second tour | Sièges | Sièges |
| Tête de liste            | Tête de liste | Parti(s) | Nuance | Voix         | %            | Voix        | %           | CM     | CC     |
| ------------------------ | ------------- | -------- | ------ | ------------ | ------------ | ----------- | ----------- | ------ | ------ |
|                          | Yamina Riou,  | SE       |        |              |              |             |             |        |        |
|                          |               |          |        |              |              |             |             |        |        |
| Exprimés                 |               |          |        |              |              |             |             |        |        |
| Votes blancs             |               |          |        |              |              |             |             |        |        |
| Votes nuls               |               |          |        |              |              |             |             |        |        |
| Total                    | Total         | Total    | Total  |              | 100          |             | 100         | 33     | 7      |
| Absentions               |               |          |        |              |              |             |             |        |        |
| Inscrits / participation |               |          |        |              |              |             |             |        |        |

### Les Garennes sur Loire
- Maire sortant : Jean-Christophe Arluison (DVD), ne se représente pas[2].
- 29 sièges à pourvoir au conseil municipal (population légale 2022 : 4 670 habitants)
- 4 sièges à pourvoir au conseil communautaire (CC Loire Layon Aubance)

| Tête de liste | Tête de liste | Parti(s) | Nuance | Premier tour | Premier tour | Second tour | Second tour | Sièges | Sièges |
| Tête de liste | Tête de liste | Parti(s) | Nuance | Voix         | %            | Voix        | %           | CM     | CC     |
| ------------- | ------------- | -------- | ------ | ------------ | ------------ | ----------- | ----------- | ------ | ------ |

### Gennes-Val-de-Loire
- Maire sortante : Nicole Moisy (SE)
- 37 sièges à pourvoir au conseil municipal (population légale 2022 : 8 452 habitants)
- 6 sièges à pourvoir au conseil communautaire (CA Saumur Val de Loire)

| Tête de liste | Tête de liste | Parti(s) | Nuance | Premier tour | Premier tour | Second tour | Second tour | Sièges | Sièges |
| Tête de liste | Tête de liste | Parti(s) | Nuance | Voix         | %            | Voix        | %           | CM     | CC     |
| ------------- | ------------- | -------- | ------ | ------------ | ------------ | ----------- | ----------- | ------ | ------ |

### Les Hauts-d'Anjou
- Maire sortante : Maryline Lézé (DVD)
- 43 sièges à pourvoir au conseil municipal (population légale 2022 : 8 712 habitants)
- 11 sièges à pourvoir au conseil communautaire (CC des Vallées du Haut-Anjou)

| Tête de liste | Tête de liste | Parti(s) | Nuance | Premier tour | Premier tour | Second tour | Second tour | Sièges | Sièges |
| Tête de liste | Tête de liste | Parti(s) | Nuance | Voix         | %            | Voix        | %           | CM     | CC     |
| ------------- | ------------- | -------- | ------ | ------------ | ------------ | ----------- | ----------- | ------ | ------ |

### Ingrandes-le-Fresne-sur-Loire
- Maire sortant : Alain Tusseau (DVD), ne se représente pas[2].
- 27 sièges à pourvoir au conseil municipal (population légale 2022 : 3 069 habitants)
- 2 sièges à pourvoir au conseil communautaire (CC du Pays d'Ancenis)

| Tête de liste | Tête de liste | Parti(s) | Nuance | Premier tour | Premier tour | Second tour | Second tour | Sièges | Sièges |
| Tête de liste | Tête de liste | Parti(s) | Nuance | Voix         | %            | Voix        | %           | CM     | CC     |
| ------------- | ------------- | -------- | ------ | ------------ | ------------ | ----------- | ----------- | ------ | ------ |

### Le Lion-d'Angers
- Maire sortant : Étienne Glémot (LR)
- 29 sièges à pourvoir au conseil municipal (population légale 2022 : 5 343 habitants)
- 6 sièges à pourvoir au conseil communautaire (CC des Vallées du Haut-Anjou)

| Tête de liste | Tête de liste | Parti(s) | Nuance | Premier tour | Premier tour | Second tour | Second tour | Sièges | Sièges |
| Tête de liste | Tête de liste | Parti(s) | Nuance | Voix         | %            | Voix        | %           | CM     | CC     |
| ------------- | ------------- | -------- | ------ | ------------ | ------------ | ----------- | ----------- | ------ | ------ |

### Loire-Authion
- Maire sortant : Jean-Charles Prono (RE)
- 45 sièges à pourvoir au conseil municipal (population légale 2022 : 16 588 habitants)
- 4 sièges à pourvoir au conseil communautaire (Angers Loire Métropole)

| Tête de liste | Tête de liste | Parti(s) | Nuance | Premier tour | Premier tour | Second tour | Second tour | Sièges | Sièges |
| Tête de liste | Tête de liste | Parti(s) | Nuance | Voix         | %            | Voix        | %           | CM     | CC     |
| ------------- | ------------- | -------- | ------ | ------------ | ------------ | ----------- | ----------- | ------ | ------ |

### Longuenée-en-Anjou
- Maire sortant : Jean-Pierre Hébé (DVD), ne se représente pas[2].
- 33 sièges à pourvoir au conseil municipal (population légale 2022 : 6 453 habitants)
- 2 sièges à pourvoir au conseil communautaire (Angers Loire Métropole)

| Tête de liste | Tête de liste | Parti(s) | Nuance | Premier tour | Premier tour | Second tour | Second tour | Sièges | Sièges |
| Tête de liste | Tête de liste | Parti(s) | Nuance | Voix         | %            | Voix        | %           | CM     | CC     |
| ------------- | ------------- | -------- | ------ | ------------ | ------------ | ----------- | ----------- | ------ | ------ |

### Longué-Jumelles
- Maire sortant : Frédéric Mortier (LR)
- 29 sièges à pourvoir au conseil municipal (population légale 2022 : 6 583 habitants)
- 4 sièges à pourvoir au conseil communautaire (CA Saumur Val de Loire)

| Tête de liste | Tête de liste | Parti(s) | Nuance | Premier tour | Premier tour | Second tour | Second tour | Sièges | Sièges |
| Tête de liste | Tête de liste | Parti(s) | Nuance | Voix         | %            | Voix        | %           | CM     | CC     |
| ------------- | ------------- | -------- | ------ | ------------ | ------------ | ----------- | ----------- | ------ | ------ |

### Lys-Haut-Layon
- Maire sortant : Médérick Thomas (DVD)
- 35 sièges à pourvoir au conseil municipal (population légale 2022 : 7 722 habitants)
- 4 sièges à pourvoir au conseil communautaire (Cholet Agglomération)

| Tête de liste | Tête de liste | Parti(s) | Nuance | Premier tour | Premier tour | Second tour | Second tour | Sièges | Sièges |
| Tête de liste | Tête de liste | Parti(s) | Nuance | Voix         | %            | Voix        | %           | CM     | CC     |
| ------------- | ------------- | -------- | ------ | ------------ | ------------ | ----------- | ----------- | ------ | ------ |

### Mauges-sur-Loire
- Maire sortant : Gilles Piton (DVD)
- 65 sièges à pourvoir au conseil municipal (population légale 2022 : 18 514 habitants)
- 7 sièges à pourvoir au conseil communautaire (Mauges Communauté)

| Tête de liste | Tête de liste | Parti(s) | Nuance | Premier tour | Premier tour | Second tour | Second tour | Sièges | Sièges |
| Tête de liste | Tête de liste | Parti(s) | Nuance | Voix         | %            | Voix        | %           | CM     | CC     |
| ------------- | ------------- | -------- | ------ | ------------ | ------------ | ----------- | ----------- | ------ | ------ |

### Maulévrier
- Maire sortant : Dominique Hervé (SE)
- 23 sièges à pourvoir au conseil municipal (population légale 2022 : 3 206 habitants)
- 1 siège à pourvoir au conseil communautaire (Cholet Agglomération)

| Tête de liste | Tête de liste | Parti(s) | Nuance | Premier tour | Premier tour | Second tour | Second tour | Sièges | Sièges |
| Tête de liste | Tête de liste | Parti(s) | Nuance | Voix         | %            | Voix        | %           | CM     | CC     |
| ------------- | ------------- | -------- | ------ | ------------ | ------------ | ----------- | ----------- | ------ | ------ |

### Le May-sur-Èvre
- Maire sortant : Alain Picard (DVD)
- 27 sièges à pourvoir au conseil municipal (population légale 2022 : 3 878 habitants)
- 2 sièges à pourvoir au conseil communautaire (Cholet Agglomération)

| Tête de liste | Tête de liste | Parti(s) | Nuance | Premier tour | Premier tour | Second tour | Second tour | Sièges | Sièges |
| Tête de liste | Tête de liste | Parti(s) | Nuance | Voix         | %            | Voix        | %           | CM     | CC     |
| ------------- | ------------- | -------- | ------ | ------------ | ------------ | ----------- | ----------- | ------ | ------ |

### Mazé-Milon
- Maire sortant : Christophe Pot (LC-LNC)
- 33 sièges à pourvoir au conseil municipal (population légale 2022 : 5 770 habitants)
- 7 sièges à pourvoir au conseil communautaire (CC Baugeois Vallée)

| Tête de liste | Tête de liste | Parti(s) | Nuance | Premier tour | Premier tour | Second tour | Second tour | Sièges | Sièges |
| Tête de liste | Tête de liste | Parti(s) | Nuance | Voix         | %            | Voix        | %           | CM     | CC     |
| ------------- | ------------- | -------- | ------ | ------------ | ------------ | ----------- | ----------- | ------ | ------ |

### Montreuil-Bellay
- Maire sortant : Marc Bonnin (DVD)
- 27 sièges à pourvoir au conseil municipal (population légale 2022 : 3 716 habitants)
- 2 sièges à pourvoir au conseil communautaire (CA Saumur Val de Loire)

| Tête de liste | Tête de liste | Parti(s) | Nuance | Premier tour | Premier tour | Second tour | Second tour | Sièges | Sièges |
| Tête de liste | Tête de liste | Parti(s) | Nuance | Voix         | %            | Voix        | %           | CM     | CC     |
| ------------- | ------------- | -------- | ------ | ------------ | ------------ | ----------- | ----------- | ------ | ------ |

### Montreuil-Juigné
- Maire sortant : Benoît Cochet (DVC)
- 29 sièges à pourvoir au conseil municipal (population légale 2022 : 7 811 habitants)
- 2 sièges à pourvoir au conseil communautaire (Angers Loire Métropole)

| Tête de liste | Tête de liste | Parti(s) | Nuance | Premier tour | Premier tour | Second tour | Second tour | Sièges | Sièges |
| Tête de liste | Tête de liste | Parti(s) | Nuance | Voix         | %            | Voix        | %           | CM     | CC     |
| ------------- | ------------- | -------- | ------ | ------------ | ------------ | ----------- | ----------- | ------ | ------ |

### Montrevault-sur-Èvre
- Maire sortant : Christophe Dougé (LÉ)
- 59 sièges à pourvoir au conseil municipal (population légale 2022 : 15 684 habitants)
- 7 sièges à pourvoir au conseil communautaire (Mauges Communauté)

| Tête de liste | Tête de liste | Parti(s) | Nuance | Premier tour | Premier tour | Second tour | Second tour | Sièges | Sièges |
| Tête de liste | Tête de liste | Parti(s) | Nuance | Voix         | %            | Voix        | %           | CM     | CC     |
| ------------- | ------------- | -------- | ------ | ------------ | ------------ | ----------- | ----------- | ------ | ------ |

### Morannes sur Sarthe-Daumeray
- Maire sortant : Jean-Marie Cardoen (SE)
- 29 sièges à pourvoir au conseil municipal (population légale 2022 : 3 694 habitants)
- 5 sièges à pourvoir au conseil communautaire (CC Anjou Loir et Sarthe)

| Tête de liste | Tête de liste | Parti(s) | Nuance | Premier tour | Premier tour | Second tour | Second tour | Sièges | Sièges |
| Tête de liste | Tête de liste | Parti(s) | Nuance | Voix         | %            | Voix        | %           | CM     | CC     |
| ------------- | ------------- | -------- | ------ | ------------ | ------------ | ----------- | ----------- | ------ | ------ |

### Mûrs-Erigné
- Maire sortant : Jérôme Foyer (LÉ)
- 29 sièges à pourvoir au conseil municipal (population légale 2022 : 6 172 habitants)
- 2 sièges à pourvoir au conseil communautaire (Angers Loire Métropole)

| Tête de liste | Tête de liste | Parti(s) | Nuance | Premier tour | Premier tour | Second tour | Second tour | Sièges | Sièges |
| Tête de liste | Tête de liste | Parti(s) | Nuance | Voix         | %            | Voix        | %           | CM     | CC     |
| ------------- | ------------- | -------- | ------ | ------------ | ------------ | ----------- | ----------- | ------ | ------ |

### Noyant-Villages
- Maire sortant : Adrien Denis (REC, ex-LMR)
- 55 sièges à pourvoir au conseil municipal (population légale 2022 : 5 473 habitants)
- 7 sièges à pourvoir au conseil communautaire (CC Baugeois Vallée)

| Tête de liste | Tête de liste | Parti(s) | Nuance | Premier tour | Premier tour | Second tour | Second tour | Sièges | Sièges |
| Tête de liste | Tête de liste | Parti(s) | Nuance | Voix         | %            | Voix        | %           | CM     | CC     |
| ------------- | ------------- | -------- | ------ | ------------ | ------------ | ----------- | ----------- | ------ | ------ |

### Ombrée d'Anjou
- Maire sortant : Pierrick Esnault (DVD)
- 47 sièges à pourvoir au conseil municipal (population légale 2022 : 8 811 habitants)
- 12 sièges à pourvoir au conseil communautaire (Anjou Bleu Communauté)

| Tête de liste | Tête de liste | Parti(s) | Nuance | Premier tour | Premier tour | Second tour | Second tour | Sièges | Sièges |
| Tête de liste | Tête de liste | Parti(s) | Nuance | Voix         | %            | Voix        | %           | CM     | CC     |
| ------------- | ------------- | -------- | ------ | ------------ | ------------ | ----------- | ----------- | ------ | ------ |

### Orée d'Anjou
- Maire sortant : André Martin (LR)
- 53 sièges à pourvoir au conseil municipal (population légale 2022 : 16 975 habitants)
- 7 sièges à pourvoir au conseil communautaire (Mauges Communauté)

| Tête de liste | Tête de liste | Parti(s) | Nuance | Premier tour | Premier tour | Second tour | Second tour | Sièges | Sièges |
| Tête de liste | Tête de liste | Parti(s) | Nuance | Voix         | %            | Voix        | %           | CM     | CC     |
| ------------- | ------------- | -------- | ------ | ------------ | ------------ | ----------- | ----------- | ------ | ------ |

### Les Ponts-de-Cé
- Maire sortant : Jean-Paul Pavillon (PS)
- 33 sièges à pourvoir au conseil municipal (population légale 2022 : 12 863 habitants)
- 3 sièges à pourvoir au conseil communautaire (Angers Loire Métropole)

| Tête de liste | Tête de liste | Parti(s) | Nuance | Premier tour | Premier tour | Second tour | Second tour | Sièges | Sièges |
| Tête de liste | Tête de liste | Parti(s) | Nuance | Voix         | %            | Voix        | %           | CM     | CC     |
| ------------- | ------------- | -------- | ------ | ------------ | ------------ | ----------- | ----------- | ------ | ------ |

### Rives-du-Loir-en-Anjou
- Maire sortant : Éric Godin (SE)
- 33 sièges à pourvoir au conseil municipal (population légale 2022 : 5 642 habitants)
- 2 sièges à pourvoir au conseil communautaire (Angers Loire Métropole)

| Tête de liste | Tête de liste | Parti(s) | Nuance | Premier tour | Premier tour | Second tour | Second tour | Sièges | Sièges |
| Tête de liste | Tête de liste | Parti(s) | Nuance | Voix         | %            | Voix        | %           | CM     | CC     |
| ------------- | ------------- | -------- | ------ | ------------ | ------------ | ----------- | ----------- | ------ | ------ |

### Saint-Barthélemy-d'Anjou
- Maire sortant : Dominique Bréjeon (SE), ne se représente pas[2].
- 29 sièges à pourvoir au conseil municipal (population légale 2022 : 9 496 habitants)
- 2 sièges à pourvoir au conseil communautaire (Angers Loire Métropole)

| Tête de liste | Tête de liste | Parti(s) | Nuance | Premier tour | Premier tour | Second tour | Second tour | Sièges | Sièges |
| Tête de liste | Tête de liste | Parti(s) | Nuance | Voix         | %            | Voix        | %           | CM     | CC     |
| ------------- | ------------- | -------- | ------ | ------------ | ------------ | ----------- | ----------- | ------ | ------ |

### Sainte-Gemmes-sur-Loire
- Maire sortant : Paul Heulin (DVG)
- 27 sièges à pourvoir au conseil municipal (population légale 2022 : 3 617 habitants)
- 1 siège à pourvoir au conseil communautaire (Angers Loire Métropole)

| Tête de liste | Tête de liste | Parti(s) | Nuance | Premier tour | Premier tour | Second tour | Second tour | Sièges | Sièges |
| Tête de liste | Tête de liste | Parti(s) | Nuance | Voix         | %            | Voix        | %           | CM     | CC     |
| ------------- | ------------- | -------- | ------ | ------------ | ------------ | ----------- | ----------- | ------ | ------ |

### Saint-Georges-sur-Loire
- Maire sortant : Philippe Maillart (SE)
- 27 sièges à pourvoir au conseil municipal (population légale 2022 : 3 787 habitants)
- 3 sièges à pourvoir au conseil communautaire (CC Loire Layon Aubance)

| Tête de liste            | Tête de liste      | Parti(s) | Nuance | Premier tour | Premier tour | Second tour | Second tour | Sièges | Sièges |
| Tête de liste            | Tête de liste      | Parti(s) | Nuance | Voix         | %            | Voix        | %           | CM     | CC     |
| ------------------------ | ------------------ | -------- | ------ | ------------ | ------------ | ----------- | ----------- | ------ | ------ |
|                          | Philippe Maillart, | SE       |        |              |              |             |             |        |        |
|                          |                    |          |        |              |              |             |             |        |        |
| Exprimés                 |                    |          |        |              |              |             |             |        |        |
| Votes blancs             |                    |          |        |              |              |             |             |        |        |
| Votes nuls               |                    |          |        |              |              |             |             |        |        |
| Total                    | Total              | Total    | Total  |              | 100          |             | 100         | 27     | 3      |
| Absentions               |                    |          |        |              |              |             |             |        |        |
| Inscrits / participation |                    |          |        |              |              |             |             |        |        |

### Saint-Léger-de-Linières
- Maire sortant : Franck Poquin (HOR)
- 29 sièges à pourvoir au conseil municipal (population légale 2022 : 3 860 habitants)
- 1 siège à pourvoir au conseil communautaire (Angers Loire Métropole)

| Tête de liste | Tête de liste | Parti(s) | Nuance | Premier tour | Premier tour | Second tour | Second tour | Sièges | Sièges |
| Tête de liste | Tête de liste | Parti(s) | Nuance | Voix         | %            | Voix        | %           | CM     | CC     |
| ------------- | ------------- | -------- | ------ | ------------ | ------------ | ----------- | ----------- | ------ | ------ |

### Saint-Léger-sous-Cholet
- Maire sortant : Jean-Paul Olivarès (DVG), ne se représente pas[2].
- 23 sièges à pourvoir au conseil municipal (population légale 2022 : 3 099 habitants)
- 1 siège à pourvoir au conseil communautaire (Cholet Agglomération)

| Tête de liste | Tête de liste | Parti(s) | Nuance | Premier tour | Premier tour | Second tour | Second tour | Sièges | Sièges |
| Tête de liste | Tête de liste | Parti(s) | Nuance | Voix         | %            | Voix        | %           | CM     | CC     |
| ------------- | ------------- | -------- | ------ | ------------ | ------------ | ----------- | ----------- | ------ | ------ |

### Saumur
- Maire sortant : Jackie Goulet (DVG)
- 35 sièges à pourvoir au conseil municipal (population légale 2022 : 26 074 habitants)
- 19 sièges à pourvoir au conseil communautaire (CA Saumur Val de Loire)

| Tête de liste            | Tête de liste   | Parti(s) | Nuance | Premier tour | Premier tour | Second tour | Second tour | Sièges | Sièges |
| Tête de liste            | Tête de liste   | Parti(s) | Nuance | Voix         | %            | Voix        | %           | CM     | CC     |
| ------------------------ | --------------- | -------- | ------ | ------------ | ------------ | ----------- | ----------- | ------ | ------ |
|                          | Anne-Laure Blin | LR       |        |              |              |             |             |        |        |
|                          |                 |          |        |              |              |             |             |        |        |
| Exprimés                 |                 |          |        |              |              |             |             |        |        |
| Votes blancs             |                 |          |        |              |              |             |             |        |        |
| Votes nuls               |                 |          |        |              |              |             |             |        |        |
| Total                    | Total           | Total    | Total  |              | 100          |             | 100         | 35     | 19     |
| Absentions               |                 |          |        |              |              |             |             |        |        |
| Inscrits / participation |                 |          |        |              |              |             |             |        |        |

### Segré-en-Anjou Bleu
- Maire sortante : Geneviève Coquereau (DVD)
- 69 sièges à pourvoir au conseil municipal (population légale 2022 : 17 617 habitants)
- 21 sièges à pourvoir au conseil communautaire (Anjou Bleu Communauté)

| Tête de liste | Tête de liste | Parti(s) | Nuance | Premier tour | Premier tour | Second tour | Second tour | Sièges | Sièges |
| Tête de liste | Tête de liste | Parti(s) | Nuance | Voix         | %            | Voix        | %           | CM     | CC     |
| ------------- | ------------- | -------- | ------ | ------------ | ------------ | ----------- | ----------- | ------ | ------ |

### La Séguinière
- Maire sortant : Guy Barré (DVD)
- 27 sièges à pourvoir au conseil municipal (population légale 2022 : 4 199 habitants)
- 2 sièges à pourvoir au conseil communautaire (Cholet Agglomération)

| Tête de liste | Tête de liste | Parti(s) | Nuance | Premier tour | Premier tour | Second tour | Second tour | Sièges | Sièges |
| Tête de liste | Tête de liste | Parti(s) | Nuance | Voix         | %            | Voix        | %           | CM     | CC     |
| ------------- | ------------- | -------- | ------ | ------------ | ------------ | ----------- | ----------- | ------ | ------ |

### Sèvremoine
- Maire sortant : Didier Huchon (SE)
- 67 sièges à pourvoir au conseil municipal (population légale 2022 : 25 764 habitants)
- 10 sièges à pourvoir au conseil communautaire (Mauges Communauté)

| Tête de liste | Tête de liste | Parti(s) | Nuance | Premier tour | Premier tour | Second tour | Second tour | Sièges | Sièges |
| Tête de liste | Tête de liste | Parti(s) | Nuance | Voix         | %            | Voix        | %           | CM     | CC     |
| ------------- | ------------- | -------- | ------ | ------------ | ------------ | ----------- | ----------- | ------ | ------ |

### Terranjou
- Maire sortant : Jean-Pierre Cochard (SE)
- 29 sièges à pourvoir au conseil municipal (population légale 2022 : 3 885 habitants)
- 3 sièges à pourvoir au conseil communautaire (CC Loire Layon Aubance)

| Tête de liste | Tête de liste | Parti(s) | Nuance | Premier tour | Premier tour | Second tour | Second tour | Sièges | Sièges |
| Tête de liste | Tête de liste | Parti(s) | Nuance | Voix         | %            | Voix        | %           | CM     | CC     |
| ------------- | ------------- | -------- | ------ | ------------ | ------------ | ----------- | ----------- | ------ | ------ |

### La Tessoualle
- Maire sortant : Dominique Landreau (SE)
- 23 sièges à pourvoir au conseil municipal (population légale 2022 : 3 178 habitants)
- 2 sièges à pourvoir au conseil communautaire (Cholet Agglomération)

| Tête de liste | Tête de liste | Parti(s) | Nuance | Premier tour | Premier tour | Second tour | Second tour | Sièges | Sièges |
| Tête de liste | Tête de liste | Parti(s) | Nuance | Voix         | %            | Voix        | %           | CM     | CC     |
| ------------- | ------------- | -------- | ------ | ------------ | ------------ | ----------- | ----------- | ------ | ------ |

### Tiercé
- Maire sortant : Jean-Jacques Girard (DVD), ne se représente pas[2].
- 27 sièges à pourvoir au conseil municipal (population légale 2022 : 4 498 habitants)
- 6 sièges à pourvoir au conseil communautaire (CC Anjou Loir et Sarthe)

| Tête de liste | Tête de liste | Parti(s) | Nuance | Premier tour | Premier tour | Second tour | Second tour | Sièges | Sièges |
| Tête de liste | Tête de liste | Parti(s) | Nuance | Voix         | %            | Voix        | %           | CM     | CC     |
| ------------- | ------------- | -------- | ------ | ------------ | ------------ | ----------- | ----------- | ------ | ------ |

### Trélazé
- Maire sortant : Lamine Naham (PS)
- 33 sièges à pourvoir au conseil municipal (population légale 2022 : 15 620 habitants)
- 4 sièges à pourvoir au conseil communautaire (Angers Loire Métropole)

| Tête de liste | Tête de liste | Parti(s) | Nuance | Premier tour | Premier tour | Second tour | Second tour | Sièges | Sièges |
| Tête de liste | Tête de liste | Parti(s) | Nuance | Voix         | %            | Voix        | %           | CM     | CC     |
| ------------- | ------------- | -------- | ------ | ------------ | ------------ | ----------- | ----------- | ------ | ------ |

### Trémentines
- Maire sortante : Jacqueline Delaunay (SE)
- 23 sièges à pourvoir au conseil municipal (population légale 2022 : 3 078 habitants)
- 1 siège à pourvoir au conseil communautaire (Cholet Agglomération)

| Tête de liste | Tête de liste | Parti(s) | Nuance | Premier tour | Premier tour | Second tour | Second tour | Sièges | Sièges |
| Tête de liste | Tête de liste | Parti(s) | Nuance | Voix         | %            | Voix        | %           | CM     | CC     |
| ------------- | ------------- | -------- | ------ | ------------ | ------------ | ----------- | ----------- | ------ | ------ |

### Val d'Erdre-Auxence
- Maire sortant : Michel Bourcier (DVD)
- 29 sièges à pourvoir au conseil municipal (population légale 2022 : 4 967 habitants)
- 6 sièges à pourvoir au conseil communautaire (CC des Vallées du Haut-Anjou)

| Tête de liste | Tête de liste | Parti(s) | Nuance | Premier tour | Premier tour | Second tour | Second tour | Sièges | Sièges |
| Tête de liste | Tête de liste | Parti(s) | Nuance | Voix         | %            | Voix        | %           | CM     | CC     |
| ------------- | ------------- | -------- | ------ | ------------ | ------------ | ----------- | ----------- | ------ | ------ |

### Val-du-Layon
- Maire sortante : Sandrine Belleut (SE)
- 27 sièges à pourvoir au conseil municipal (population légale 2022 : 3 508 habitants)
- 3 sièges à pourvoir au conseil communautaire (CC Loire Layon Aubance)

| Tête de liste | Tête de liste | Parti(s) | Nuance | Premier tour | Premier tour | Second tour | Second tour | Sièges | Sièges |
| Tête de liste | Tête de liste | Parti(s) | Nuance | Voix         | %            | Voix        | %           | CM     | CC     |
| ------------- | ------------- | -------- | ------ | ------------ | ------------ | ----------- | ----------- | ------ | ------ |

### Verrières-en-Anjou
- Maire sortante : Geneviève Stall (DVD)
- 33 sièges à pourvoir au conseil municipal (population légale 2022 : 7 946 habitants)
- 2 sièges à pourvoir au conseil communautaire (Angers Loire Métropole)

| Tête de liste | Tête de liste | Parti(s) | Nuance | Premier tour | Premier tour | Second tour | Second tour | Sièges | Sièges |
| Tête de liste | Tête de liste | Parti(s) | Nuance | Voix         | %            | Voix        | %           | CM     | CC     |
| ------------- | ------------- | -------- | ------ | ------------ | ------------ | ----------- | ----------- | ------ | ------ |